# SBK X: Superbike World Championship
SBK X: Superbike World Championship — это гоночная видеоигра на мотоциклах, разработанная компанией Milestone S.r.l. и изданная Black Bean Games в 2010 году. В игре есть три режима геймплея: аркадный режим, режим симулятора и многопользовательский режим. Также впервые в серии были представлены чемпионаты Superstock и Supersport. Существует также новый режим карьеры, состоящий из восьми лет, начиная с STK.

## Игровой процесс

### Аркадный режим
SBK-X имеет интуитивно понятный режим под названием Аркадный режим, в котором игроку не требуется такие же точность и время, как в режиме симулятора. Игрок также имеет в своем распоряжении кнопку ускорения, которая увеличивает скорость мотоцикла на прямых. В этом режиме игрок может перейти в Исторический режим, в котором он должен выполнить некоторые задачи, включая обгон нескольких противников или финиширование на определенной позиции для прохождения.

### Режим симулятора
Режим симулятора ориентирован на более хардкорных геймеров, которые хотят почувствовать, как на самом деле управлять мотоциклом. Однако игрок может выбрать игру с более низким уровнем реалистичности, изменив уровень симулятора на низкий или средний. Этот режим включает в себя быструю гонку, чемпионат, а также новый режим карьеры, в котором игрок должен подняться по служебной лестнице серии, чтобы стать чемпионом.
В этом режиме также присутствует развивающаяся трасса. Это означает, что в первые моменты уик-энда на трассе отсутствуют более темные полосы. Когда мотоциклы проезжают по трассе, их сцепление с дорогой повышается из-за износа шин, создавая более темную полосу на гоночной трассе. Кроме того, когда идет дождь, участки трассы, по которым чаще всего проезжают мотоциклы, начинают высыхать.

### Режим карьеры
В режиме карьеры игроки могут создать своего собственного персонажа и начать с самой низкой категории, Superstock. Финишировав на желаемой позиции команды, продемонстрировав мастерство на трассе, игрок получает очки репутации, которые необходимы для привлечения внимания известных команд и перехода в другие категории. В этот режим можно играть в течение восьми лет, и конечная цель - стать чемпионом.

## Выпуск
Игра была выпущена 21 мая 2010 года в Италии и 4 июня 2010 года в других европейских странах. Она не была выпущена в США. Специальное издание Legends Pack было выпущено для Xbox 360 и PlayStation 3 26 мая 2010 в Италии и на других территориях.

### Демо-версия
Демо-версия была выпущена на Xbox 360 для пользователей gold 19 мая. 26 мая игра была выпущена для пользователей silver, а также для PC и PS3. В ней представлена трасса Портимао со всеми доступными погодными условиями, на которой можно будет играть с Максом Бьяджи из команды SBK Aprilia RSV4, а также с Кэлом Кратчлоу, чемпионом Supersport 2009 года.

## Приём
| Сводный рейтинг | Сводный рейтинг |
| Агрегатор       | Оценка          |
| --------------- | --------------- |
| GameRankings    | 73,56 %         |
| Metacritic      | 73/100          |

SBK X получил положительные отзывы. Оценка Metacritic версии для PS3 составляет 73/100.